# Бейкер, Жозефина
Жозефи́на Бе́йкер (англ. Josephine Baker, урождённая Фри́да Джозефи́н Макдо́нальд (англ. Freda Josephine McDonald); 3 июня 1906, Сент-Луис, Миссури, США — 12 апреля 1975, Париж) — американо-французская танцовщица, певица и актриса. В её честь назван кратер Бейкер на Венере.

## Биография

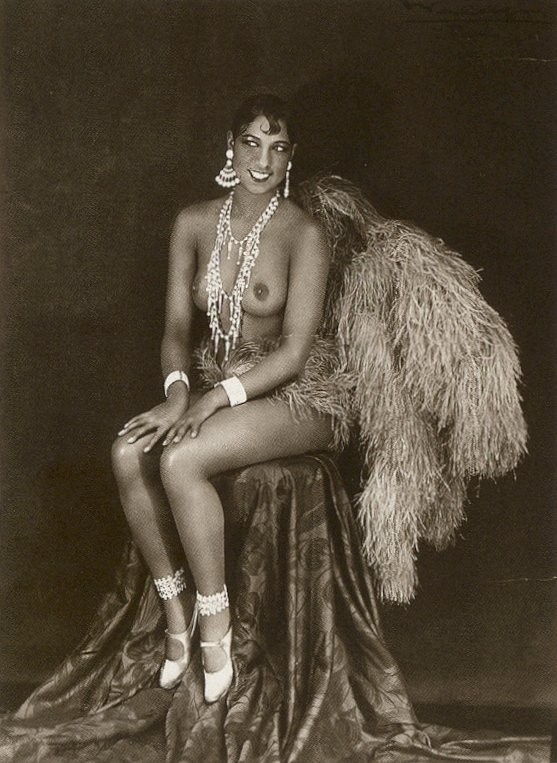
Жозефина Бейкер в комическом представлении. Фотография, 1927

Жозефина Бейкер — внебрачная дочь музыканта-ударника еврейского происхождения Эдди Карсона (по некоторым данным) и прачки-негритянки Кэрри Макдональд. Девочка росла в очень скромных условиях. В 1907 году родился брат Жозефины Ричард, а их отец покинул семью. В 1911 году мать Жозефины вышла замуж второй раз, в этом браке родились ещё две сестры Жозефины. Отчим Жозефины и Ричарда Артур Мартин усыновил детей. 2 июля 1917 года семья Жозефины пережила резню, в результате которой, по разным данным, в Сент-Луисе погибло более сотни людей. Эти события потрясли Жозефину, и впоследствии она стала ярым борцом против расизма. В возрасте 13 лет мать выдала Жозефину замуж за Вилли Уэллса, который был намного старше её. В тот же год состоялись первые выступления Жозефины статисткой в «Театре Букер Вашингтон» (англ. Booker Washington Theatre) в Сент-Луисе. Брак с Уэллсом продержался всего лишь несколько недель. В 1921 году Жозефина вышла замуж за проводника на железной дороге Вилли Бейкера. Разведясь с ним в 1925 году, она продолжала носить его фамилию всю жизнь.
Творческая карьера Жозефины началась в 15 лет в «Стандарт-театре» (англ. Standard Theatre) в Филадельфии. Позднее она перебралась в Нью-Йорк и получила работу в водевиле, с которым она ездила по стране в течение полугода. С 1923 по 1924 год Жозефина — хористка в музыкальной комедии «Shuffle Along» в Нью-Йорке и выступала в негритянском ревю «The Chocolate Dandies». После своих выступлений в нью-йоркском клубе «Plantation Club» Жозефина получила работу в «La Revue Nègre», премьера которого состоялась в Париже 2 октября 1925 года в «Театре на Елисейских полях».

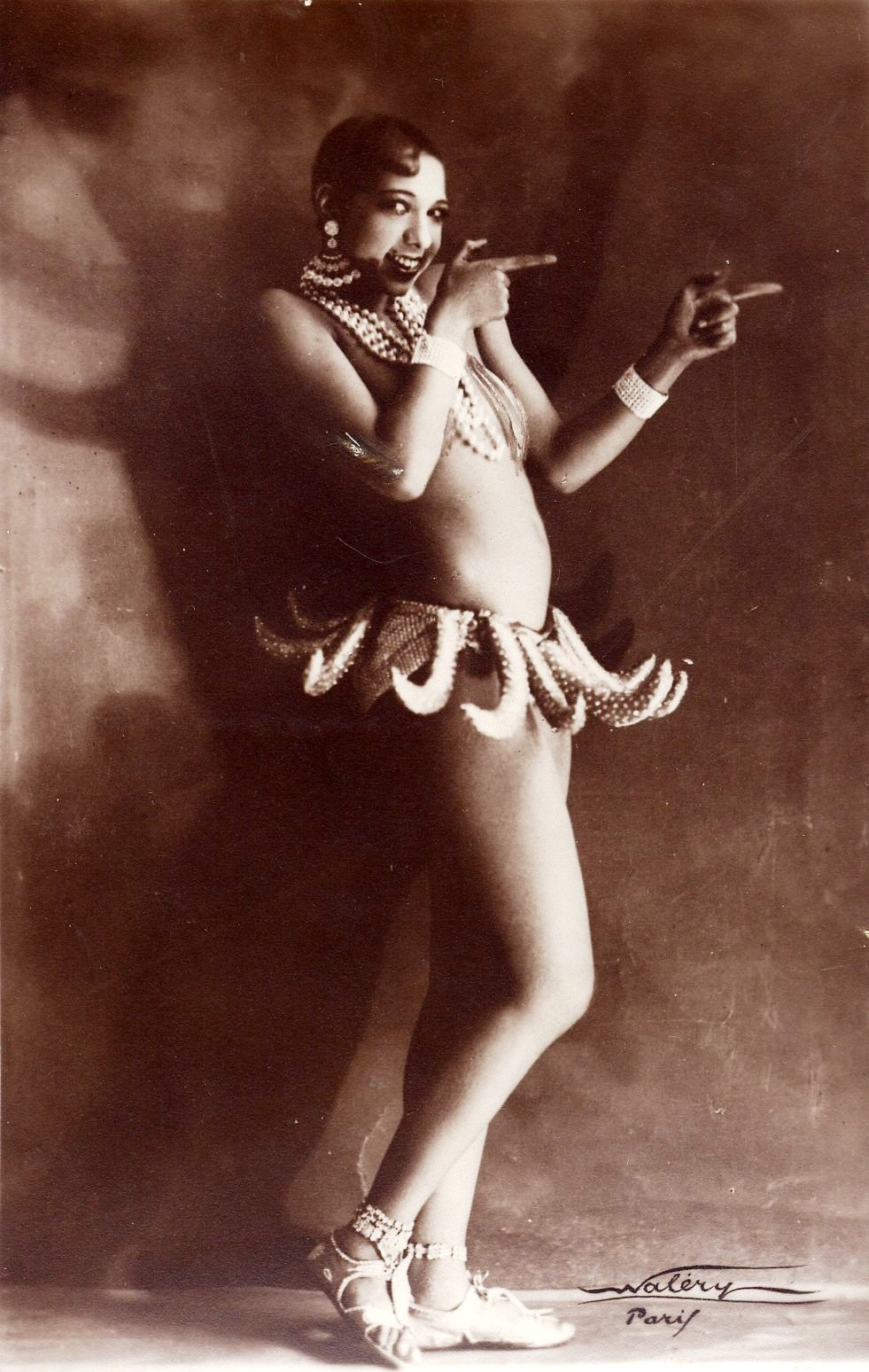
Жозефина Бейкер в банановой юбочке в представлении в Фоли-Бержер «Un Vent de Folie». Фотография, 1927

Своим танцем Жозефина стремительно завоевала признание парижской публики, которая в её исполнении впервые увидела танец чарльстон. О Жозефине говорили, что она уже не гротескная чернокожая танцовщица, а чёрная Венера, посещавшая поэта Бодлера в его снах. Далее представление «La Revue Nègre» перемещалось в Брюссель и Берлин. В 1926—1927 годах Жозефина Бейкер стала звездой Фоли-Бержер. Она выступала в двух ревю в своей знаменитой банановой юбочке. После выступления в Берлине немецкие нудисты, для которых Жозефина стала символом свободы, предложили ей посетить их сообщество, но получили вежливый отказ. Примечателен тот факт, что в её танцах были заметны элементы хастла, степа, хип-хопа, брейка, которые появятся только годы спустя.
В конце 1926 года с большой помпой Жозефина вышла замуж за сицилийского каменотёса Джузеппе Пепито Абатино, который к этому времени уже принимал участие в её шоу. Абатино, выдававший себя за графа Ди Альбертини, стал любовником Жозефины и её менеджером. Для публики Жозефина стала таким образом первой афроамериканкой, носившей дворянский титул. Австрийский архитектор Адольф Лоос создал в 1928 году проект дома Жозефины Бейкер с мраморным фасадом в чёрно-белую полосу, который однако так и не был построен. Из-за её невероятных костюмов и танцев Жозефине Бейкер было запрещено выступать в Вене, Праге, Будапеште и Мюнхене, что делало танцовщицу ещё более привлекательной для публики. На борту корабля «Юлий Цезарь» (Giulio Cesare) Жозефина пела в каюте Ле Корбюзье, который рисовал её нагой, а после этого создавал свои новые здания в духе её танцев. После встречи с Жозефиной Корбюзье построил свою виллу «Савой» (фр. Villa Savoye).

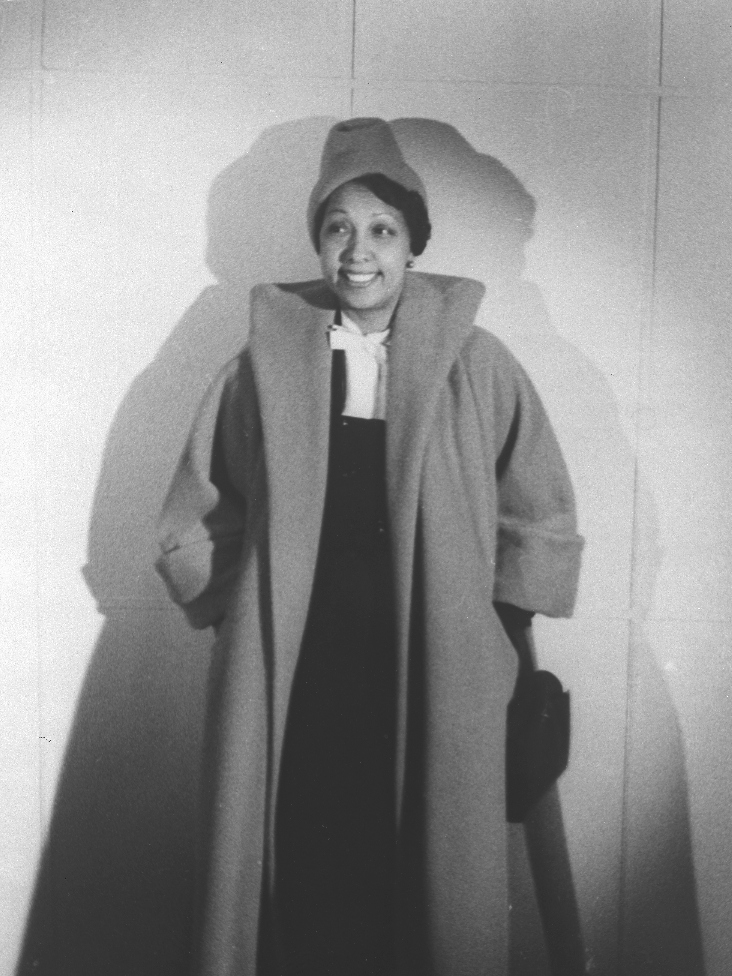
Жозефина Бейкер. Фотография Карла Ван Вехтена. 1949

После турне по Восточной Европе и Южной Америке Жозефина всё больше выступала в качестве певицы. Её самыми успешными песнями стали «J’ai deux amours», «Aux Îles Hawaï» и «Pretty Little Baby». Жозефина Бейкер играла в главной роли в фильмах «La Sirène des Tropiques» (1927), «Zouzou» (1934) и «Tam-Tam» (1935). Она быстро стала самой успешной американкой в развлекательном жанре во Франции, в то время как в США она подвергалась расистским нападкам. В 1936 году Бейкер ждал провал с её шоу «Ziegfeld Follies», причинивший Жозефине массу страданий.
В 1937 году Жозефина Бейкер получила французское гражданство. Во время Второй мировой войны она находилась во Франции и Северной Африке, выступая перед французскими войсками и работая на движение Сопротивления и разведку. Жозефина получила удостоверение лётчика, стала лейтенантом и после войны была награждена медалями Сопротивления (с розеткой) и Освобожденной Франции, знаком Военного Креста и, наконец, в 1961 году — орденом Почётного легиона.
В 1947 году Жозефина Бейкер вышла замуж за руководителя своего оркестра Жо Буйона. Они прожили вместе до 1957 года, но с годами их семейная жизнь дала трещину, и они развелись в 1961 году.

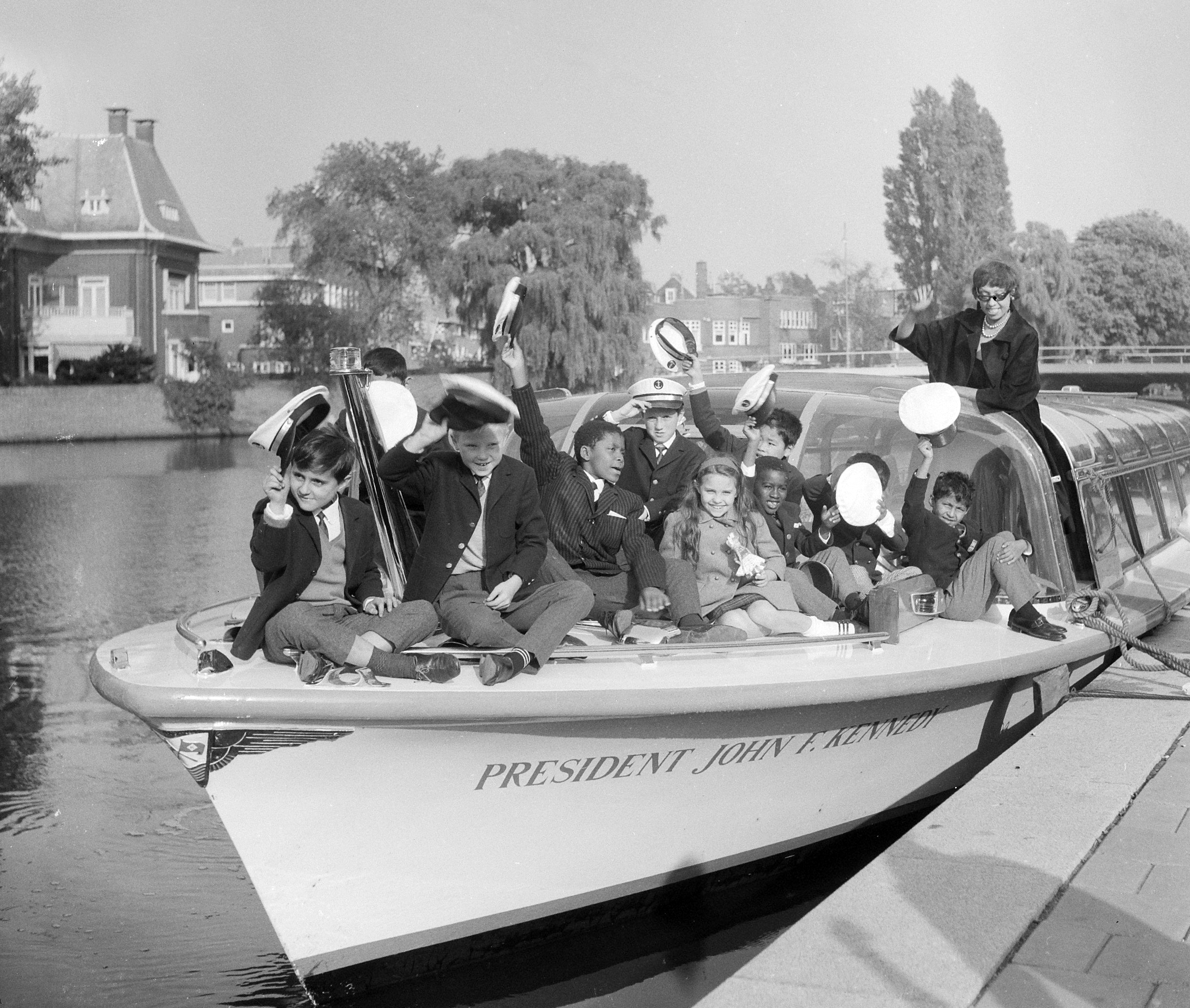
Жозефина Бейкер с приёмными детьми в Амстердаме, 1964 год

Проживая во Франции, Жозефина Бейкер ещё с 1950-х годов поддерживала движение за гражданские права чернокожих в США. Её протест против расизма нашёл весьма оригинальное выражение: Жозефина усыновила 12 сирот с разным цветом кожи. Таким образом у неё появилась семья, с которой она, иногда в стеснённых финансовых условиях, проживала в ренессансном шато Миланд в Перигоре на юго-западе Франции.
В 1956 году Жозефина Бейкер заявила об уходе со сцены, но уже в 1961 году отпраздновала своё возвращение, а в 1973 году успешно выступила в Карнеги-холле.
В 1964 году Жозефина Бейкер сразу после отставки Н. С. Хрущёва отправила ему телеграмму с выражением сожаления.
8 апреля 1975 года состоялась премьера шоу «Joséphine», которым знаменитая танцовщица отпраздновала пятидесятилетие своей сценической деятельности. Вскоре после него у Жозефины Бейкер произошло кровоизлияние в мозг, от последствий которого она скончалась 12 апреля 1975 года. Жозефина стала первой американкой, похороненной во Франции с воинскими почестями: её похоронили в Монако. В 2021 году президент Франции Эмманюэль Макрон принял решение о перезахоронении Жозефины Бейкер в Пантеоне, церемония состоялась 30 ноября 2021 года. Тем не менее, прах Бейкер остался на кладбище в Монако, а в Пантеоне был установлен символический кенотаф.

## Мемуары
Жозефина Бейкер написала несколько автобиографических книг, каждый раз излагая новые версии своей карьеры и личной жизни.

## Образ в массовом искусстве
- В фильме 1991 года «История Жозефины Бейкер», снятом HBO, роль Бейкер исполнила Линн Уитфилд. Роль принесла Уитфилд премию «Эмми» в категории «Лучшая актриса в мини-сериале или фильме», что сделало её первой темнокожей актрисой, выигравшей премию в данной категории.
- В фильме 2002 года «Фрида» эпизодическую роль Жозефины Бейкер исполнила Карен Плантади.
- В начале мультипликационного фильма Трио из Бельвилля есть пародия на Жозефину Бейкер.
- Персонаж Жозефины Бейкер присутствует во второй серии немецкой трилогии Отель «Адлон»: Семейная сага.
- В фильме Вуди Аллена «Полночь в Париже» главный герой видит танцующую Жозефину.
- В анимационном фильме 20 Century Fox «Анастасия», когда герои под песню Софи прогуливаются по Елисейским Полям и другим достопримечательностям Парижа, можно увидеть знаменитый образ Жозефины Бейкер (дама с леопардом).
- Персонаж Бейкер появляется в 4 серии 4 сезона телесериала «Министерство времени».
- Жозефина Бейкер появляется в 14 серии 1 сезона телесериала «Вне времени».
- Образ Бейкер появляется в воспоминаниях главного героя романа «Таинственное пламя царицы Лоаны» Умберто Эко.
- Жозефине Бейкер посвящена песня группы Boney M. Everybody Wants to Dance Like Josephine Baker.
- В альбоме известного саксофониста Stefano Di Battista 2011 года Woman’s land, есть композиция Josephine Baker.
- Шведский парфюмерный дом Byredo в 2009 году представил новый аромат, посвященный Жозефине Бейкер — «Byredo Bal d’Afrique». Парфюмер — Jerome Epinette.